# Guus Meeuwis & Vagant
Guus Meeuwis & Vagant was een Nederlandse band uit Tilburg rond zanger Guus Meeuwis, opgericht in 1994. De band werd bekend door de singles "Het is een nacht... (Levensecht)" en "Per spoor (Kedeng kedeng)" en het bijbehorende album Verbazing uit 1996. In 2001 hield de band op te bestaan en richtte Meeuwis zich op een solocarrière.

## Carrière

### Ontstaan (1994)
Na een romantisch weekend in Brugge met zijn vriendin Valérie schreef Meeuwis het nummer "Het is een nacht... (Levensecht)". Uitkomend voor het Tilburgs Studenten Corps Sint Olof wonnen Meeuwis en zijn begeleidingsgroep in 1994 met dit nummer het eerste AHC-Studentensongfestival op de ALSV Quintus in Leiden. De groep kreeg vervolgens een platencontract aangeboden door talentscout Willem van Schijndel. Zo ontstond de groep Guus Meeuwis & Vagant, dat was vernoemd naar het stamcafé van Meeuwis en zijn studentenvrienden. Deze begeleidingsgroep bestond oorspronkelijk uit Marc Meeuwis, Jan-Willem Rozenboom, Hugo van Bilsen, Robin van Beek en Dirk Oerlemans.

### Doorbraak enVerbazing(1995-1996)
In augustus 1995 verscheen het nummer "Het is een nacht... (Levensecht)" op single. Deze werd Alarmschijf op Radio 538 en kwam binnen enkele weken op de eerste plaats van de Nederlandse Top 40, waar het nummer zeven weken bleef staan. In de Mega Top 50 stond het 36 weken genoteerd, waarvan 8 weken op nummer één. Uiteindelijk werden er meer dan een kwart miljoen exemplaren van verkocht. Opvolger "Per spoor (Kedeng kedeng)" behaalde ook de eerste plaats van de Nederlandse hitlijsten en stond vijf weken op de ereplaats van de Mega Top 50. Het was de op een na bestverkochte single van 1996. Op 27 april 1996 verscheen het debuutalbum Verbazing, dat voordat het uitkwam al goud was en op nummer 1 in de Album Top 100 binnenkwam. Het album stond meer dan 70 weken genoteerd in de albumlijsten en behaalde uiteindelijk een dubbelplatina status, wat inhoudt dat er destijds minstens 200.000 exemplaren van verkocht waren.

### Schilderij(1997-2000)
Schilderij was het tweede album van Guus Meeuwis & Vagant en was al goud bij het uitbrengen ervan. Op het album staan de singles "Ik wil met je lachen", "'t Dondert en 't bliksemt" en "Ik tel tot 3". Bekende namen als Bart Peeters, Han Koreneef en Leo Driessen leverden een bijdrage aan de cd. Twee maanden voordat het album uit komt scoort Antonie Kamerling als Hero, een karakter uit de film All Stars, een nummer 1-hit met het lied "Toen ik je zag", dat Meeuwis met Jan-Willem Rozenboom ter gelegenheid van de film All Stars had geschreven. De single "'t Dondert en 't bliksemt" is eigenlijk het veertiende lustrumlied van het Tilburgs Studenten Corps Sint Olof waar de bandleden van Vagant tot dan toe lid van waren, maar werd een veel gedraaid feestnummer. Schilderij wordt bekroond met een platina plaat, wat inhoudt dat er destijds minstens 100.000 exemplaren van verkocht werden.

### 1 voor allenen einde (2001)
1 voor allen was het derde en tevens laatste album van Guus Meeuwis & Vagant. Het album laat wat langer op zich wachten dan gepland. Door een cyste op de stembanden bij Meeuwis worden de opnames van het album met ruim een half jaar onderbroken. Het album verschijnt uiteindelijk in maart 2001. De eerste single "Ze houdt gewoon van mij" verscheen al in 1999 maar bleef steken in de Tipparade. Wel ontvangt Meeuwis voor de single een Gulden Vedel van De Nederlandse Vereniging van Dansleraren, omdat het nummer dat jaar door dansscholen het meest gedraaid werd. Eind 2001 komt er een eind aan het bestaan van de band Guus Meeuwis & Vagant. Meeuwis gaat alleen verder met een nieuw management en een nieuwe platenmaatschappij.

## Bezetting
- Guus Meeuwis: zang, gitaar
- Jan-Willem Rozenboom, basgitaar, piano, accordeon
- Marc Meeuwis: percussie
- Dirk Oerlemans: gitaar
- Hugo van Bilsen: piano, zang
- Robin van Beek: drums